# The Dormant Power
The Dormant Power è un film muto del 1917 diretto da Travers Vale. La sceneggiatura di Clara Beranger si basa su un soggetto di Florence Bolles. Il film, prodotto dalla Peerless Productions e dalla World Film, fu distribuito nell'ottobre 1917, presentato da William A. Brady.

## Produzione
Il film fu prodotto dalla Peerless Productions e dalla World Film.

## Distribuzione
Il copyright del film, richiesto dalla World Film Corp, fu registrato il 12 ottobre 1917 con il numero LU11540.
Distribuito dalla World Film e presentato da William A. Brady, il film uscì nelle sale cinematografiche statunitensi il 22 ottobre 1917.
Una copia completa della pellicola viene conservata negli archivi di Amsterdam del Filmmuseum.